# Застряг у коханні
«Застряг у коханні» (англ. Stuck in Love) — незалежний комедійний драматичний фільм режисера і сценариста Джоша Буна. У головних ролях Дженніфер Коннеллі, Грег Кіннер, Лілі Коллінз і Логан Лерман. Прем'єра відбулась на кінофестивалі в Торонто 9 вересня 2012 року.. В широкий прокат фільм вийшов в 2013 році.

## Сюжет
Фільм розповідає про складні взаємовідносини між успішним письменником Біллом Бордженсом (Грег Кіннер) з колишньою дружиною Ерікою (Дженніфер Коннеллі), донькою-студенткою Самантою (Лілі Коллінз) і сином-підлітком Расті (Нет Вульфф).

## У ролях
| Актор               | Роль                        |
| ------------------- | --------------------------- |
| Дженніфер Коннеллі  | Еріка                       |
| Грег Кіннер         | Вільям «Білл» Бордженс      |
| Лілі Коллінз        | Саманта Бордженс            |
| Логан Лерман        | Луї                         |
| Крістен Белл        | Трішіа                      |
| Ліана Ліберато      | Кейт                        |
| Нат Вульф           | Расті Бордженс              |
| Расті Джойнер       | Мартін                      |
| Патрік Шварценеггер | Глен                        |
| Стівен Кінг         | (камео, в ролі самого себе) |

## Створення
6 березня 2012 було оголошено, що до акторського складу фільму приєднались Лілі Коллінз, Логан Лерман, Ліана Ліберато, Нет Вольфф і Крістен Белл. Також було оголошено, що у фільмі буде камео Стівена Кінга і, що другорядні ролі отримали Расті Джойнер і Патрік Шварценеггер.
Зйомки фільму проходили з березня 2011 року по 6 квітня 2012 у Вілмінгтоні, Північна Кароліна і Райтсвілл Біч.